# Frontières du Nord-Pas-de-Calais
 (juillet 2025).
Motif : Pas de source, pas d'interwiki, notion de frontière pour une ancienne région peu pertinente
- Archive Wikiwix
- Bing
- Cairn
- DuckDuckGo
- E. Universalis
- Gallica
- Google
- G. Books
- G. News
- G. Scholar
- Persée
- Qwant
- (zh) Baidu
- (ru) Yandex
- (wd) trouver des œuvres sur Wikidata

| 1. | Préciser le motif de la pose du bandeau. | Précisez le motif de la pose du bandeau en utilisant la syntaxe suivante : {{admissibilité à vérifier\|date=juillet 2025\|motif=remplacez ce texte par le motif}}                                     |
| 2. | Informer les utilisateurs concernés.     | Pensez à avertir le créateur de l'article, par exemple, en insérant le code ci-dessous sur sa page de discussion : {{subst:avertissement admissibilité à vérifier\|Frontières du Nord-Pas-de-Calais}} |

 (avril 2025).
Si vous disposez d'ouvrages ou d'articles de référence ou si vous connaissez des sites web de qualité traitant du thème abordé ici, merci de compléter l'article en donnant les références utiles à sa vérifiabilité et en les liant à la section « Notes et références ».

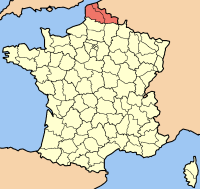
Localisation du Nord-Pas-de-Calais

Le Nord-Pas-de-Calais est une ancienne région française de 1982 jusqu’en 2016 mais aussi une région stratégique au point de vue économique avec la Belgique et le Royaume-Uni.
Ainsi, le département du Nord est frontalier avec la Belgique, de Bray-Dunes à Neuville-en-Ferrain, avec la Région flamande, en particulier la Flandre-Occidentale. et de Neuville-en-Ferrain à Anor, avec la Région wallonne, en particulier la Province de Hainaut.
Le département du Pas-de-Calais partage une frontière maritime avec le Royaume-Uni (Angleterre-Kent), de Calais à Boulogne-sur-Mer mais aussi, depuis 1994, une frontière terrestre par le tunnel sous la Manche. 
Le pas de Calais est l'un des détroits maritimes les plus fréquentés au monde, avec jusqu'à 800 navires par jour dont 250 dangereux. L’entrée française dans le tunnel se situe à Coquelles près de Calais, avec les navettes ferroviaires appelées Shuttle et l’Eurostar pour Londres.